# ピエトロ・スカルピーニ
ピエトロ・スカルピーニ（Pietro Scarpini, 1911年4月6日 - 1997年11月27日）は、イタリアのピアノ奏者、作曲家。

## 経歴
1911年、ローマ生まれ。地元のサンタ・チェチーリア国立アカデミアでアルフレード・カゼッラにピアノ、フェルナンド・ジェルマーニにオルガン、アレッサンドロ・ブスティーニに作曲、ベルナルディーノ・モリナーリに指揮法を学ぶ。またパウル・ヒンデミットの薫陶も受け、ローマ大学で音楽学の学位も取得した。1936年にモーツァルトのピアノ協奏曲第9番とラフマニノフのパガニーニの主題による狂詩曲を弾いてローマでピアニストとしてデビューを飾り、ヨーロッパ各地を演奏して回って名声を確立した。1938年にはヒンデミットの4手のピアノ・ソナタを作曲者と共に初演している。第二次世界大戦後はアメリカにも足をのばし、ディミトリ・ミトロプーロスやジョージ・セルらと共演している。1946年にプロコフィエフのピアノソナタ第7番のイタリア初演を行ったり、1952年にはシェーンベルクのピアノ作品の全曲演奏会を催したり、ルイジ・ダッラピッコラの作品の初演に関わったりと、同時代の作曲家の作品を積極的に擁護する姿勢を見せた。またブゾーニのピアノ協奏曲をレパートリーに入れていた。一方でバッハの作品への造詣も深く、1954年には《フーガの技法》、1960年には平均律クラヴィーア曲集全二巻をプログラムに演奏会を開いた。
教師としてのスカルピーニは、1948年から1950年及び1968年から1971年までシエーナのキジアーナ音楽院の教授を務め、パルマ、フィレンツェ、ナポリ、ミラノ、ローマの各音楽院でも教えた。1950年にはダルムシュタット夏季現代音楽講習会に講師として参加している。
作曲家としてはピアノやオルガンの為の小品の他、ピアノ五重奏曲やピアノ協奏曲などを発表している。
1997年、フィレンツェにて没。